# Danh sách nhà vô địch bóng đá Đức
Các nhà vô địch bóng đá Đức là những đội vô địch hàng năm của giải đấu bóng đá cao nhất ở Đức. Lịch sử của giải vô địch bóng đá Đức phức tạp và phản ánh lịch sử đầy biến động của đất nước trong suốt thế kỷ 20.
Mang đến đất nước bởi những người Anh xa xứ, môn thể thao này đã bắt đầu hình thành ở các thành phố Berlin, Hamburg, Stuttgart, và Leipzig trong những năm 1890, dẫn đến sự phát triển của các giải đấu thành phố, khu vực và học viện, mỗi giải đều có chức vô địch của riêng mình. Sau khi Hiệp hội bóng đá Đức (Deutscher Fußball Bund) được thành lập vào năm 1900, trận chung kết giải vô địch quốc gia được công nhận đầu tiên được tổ chức bởi câu lạc bộ Hamburg Altona 93 vào năm 1903 mà trong đó VfB Leipzig đánh bại DFC Prag 7–2. Trước khi Bundesliga được thành lập vào năm 1963, giải vô địch được diễn ra theo thể thức đấu loại trực tiếp, tranh tài giữa các đội vô địch của mỗi giải đấu khu vực hàng đầu của đất nước. Kể từ năm 1963, đội về đích đầu tiên ở Bundesliga được công nhận là nhà vô địch quốc gia.
Giải vô địch đã bị hoãn hai lần; từ năm 1915 đến năm 1919 do Chiến tranh thế giới thứ nhất và một lần nữa từ năm 1945 đến năm 1947 do Chiến tranh thế giới thứ hai. Sau Chiến tranh thế giới thứ hai, Đức bị chiếm đóng bởi quân Đồng minh chiến thắng và hệ quả là hai giải đấu bóng đá Đức nổi lên khi đất nước bị chia cắt. Truyền thống lịch sử của DFB được tiếp tục ở nơi được gọi là Tây Đức, trong khi giải vô địch quốc gia thứ hai được tranh tài ở Đông Đức do Liên Xô kiểm soát dưới sự bảo trợ của DFV (Deutscher Fußball-Verband hoặc Liên đoàn bóng đá Đức). Sau khi đất nước thống nhất vào năm 1990, hai giải bóng đá riêng biệt được hợp nhất vào năm 1991 và một giải vô địch quốc gia duy nhất được khôi phục.
Bayern München giữ kỷ lục giành nhiều chức vô địch nhất với 34 lần, tất cả trừ 1 trong số này (năm 1932) là khi thi đấu ở Bundesliga. BFC Dynamo đã giành được 10 danh hiệu ở Đông Đức cũ, giành các chức vô địch này ở các mùa giải liên tiếp (1979–88).

## Bundesliga (1903-63)
- 1903: 1. FC Lokomotive Leipzig
- 1905: SpVgg Blau-Weiß 1890 Berlin
- 1906: 1. FC Lokomotive Leipzig
- 1907: Freiburger FC
- 1908: BFC Viktoria 1889
- 1909: Karlsruher SC
- 1910: Karlsruher FV
- 1911: BFC Viktoria 1889
- 1912: Holstein Kiel
- 1913: 1. FC Lokomotive Leipzig
- 1914: SpVgg Greuther Fürth
- 1915-1919: bị hoãn do thế chiến thứ nhất
- 1920: 1. FC Nürnberg
- 1921: 1. FC Nürnberg
- 1923: Hamburger SV
- 1924: 1. FC Nürnberg
- 1925: 1. FC Nürnberg
- 1926: SpVgg Greuther Fürth
- 1927: 1. FC Nürnberg
- 1928: Hamburger SV
- 1929: SpVgg Greuther Fürth
- 1930: Hertha BSC
- 1931: Hertha BSC
- 1932: FC Bayern Munich
- 1933: Fortuna Düsseldorf
- 1934: FC Schalke 04
- 1935: FC Schalke 04
- 1936: 1. FC Nürnberg
- 1937: FC Schalke 04
- 1938: Hannover 96
- 1939: FC Schalke 04
- 1940: FC Schalke 04
- 1941: SK Rapid Wien
- 1942: FC Schalke 04
- 1943: Dresdner SC
- 1944: Dresdner SC
- 1945-1947: bị hoãn do thế chiến thứ hai
- 1948: 1. FC Nürnberg
- 1949: VfR Mannheim
- 1950: VfB Stuttgart
- 1951: 1. FC Kaiserslautern
- 1952: VfB Stuttgart
- 1953: 1. FC Kaiserslautern
- 1954: Hannover 96
- 1955: Rot-Weiss Essen
- 1956: Borussia Dortmund
- 1957: Borussia Dortmund
- 1958: FC Schalke 04
- 1959: Eintracht Frankfurt
- 1960: Hamburger SV
- 1961: 1. FC Nürnberg
- 1962: 1. FC Köln
- 1963: Borussia Dortmund

## Ostzonenmeisterschaft (1948-1949)
- 1948: FSV Zwickau
- 1949: Turbine Halle

## DDR-Oberliga (1949-1991)
- 1949-50: FSV Zwickau
- 1950-51: FC Sachsen Leipzig
- 1951-52: Turbine Halle
- 1952-53: Dynamo Dresden
- 1953-54: FC Rot-Weiß Erfurt
- 1954-55: FC Rot-Weiß Erfurt
- 1955: FC Erzgebirge Aue
- 1956: FC Erzgebirge Aue
- 1957: FC Erzgebirge Aue
- 1958: 1. FC Frankfurt
- 1959: FC Erzgebirge Aue
- 1960: 1. FC Frankfurt
- 1961-62: 1. FC Frankfurt
- 1962-63: FC Carl Zeiss Jena
- 1963-64: FC Sachsen Leipzig
- 1964-65: 1. FC Frankfurt
- 1965-66: 1. FC Frankfurt
- 1966-67: Chemnitzer FC
- 1967-68: FC Carl Zeiss Jena

## Bundesliga (kể từ năm 1963)
Chú thích
| † | Cú đúp   |
| * | Cú ăn ba |

| Mùa giải  | Vô địch                  | Á quân                   | Hạng ba                  | Vua phá lưới                        | Số bàn thắng |
| --------- | ------------------------ | ------------------------ | ------------------------ | ----------------------------------- | ------------ |
| 1963–64   | 1. FC Köln               | Meidericher SV           | Eintracht Frankfurt      | Uwe Seeler                          | 30           |
| 1964–65   | Werder Bremen            | 1. FC Köln               | Borussia Dortmund        | Rudi Brunnenmeier                   | 24           |
| 1965–66   | TSV 1860 Munich          | Borussia Dortmund        | Bayern Munich            | Friedhelm Konietzka                 | 26           |
| 1966–67   | Eintracht Braunschweig   | TSV 1860 Munich          | Borussia Dortmund        | Lothar Emmerich, Gerd Müller        | 28           |
| 1967–68   | 1. FC Nürnberg           | Werder Bremen            | Borussia Mönchengladbach | Hannes Löhr                         | 27           |
| 1968–69   | Bayern Munich †          | Alemannia Aachen         | Borussia Mönchengladbach | Gerd Müller                         | 30           |
| 1969–70   | Borussia Mönchengladbach | Bayern Munich            | Hertha BSC               | Gerd Müller                         | 38           |
| 1970–71   | Borussia Mönchengladbach | Bayern Munich            | Hertha BSC               | Lothar Kobluhn                      | 24           |
| 1971–72   | Bayern Munich            | Schalke 04               | Borussia Mönchengladbach | Gerd Müller                         | 40           |
| 1972–73   | Bayern Munich            | 1. FC Köln               | Fortuna Düsseldorf       | Gerd Müller                         | 36           |
| 1973–74   | Bayern Munich            | Borussia Mönchengladbach | Fortuna Düsseldorf       | Josef Heynckes, Gerd Müller         | 30           |
| 1974–75   | Borussia Mönchengladbach | Hertha BSC               | Hamburger SV             | Josef Heynckes                      | 27           |
| 1975–76   | Borussia Mönchengladbach | Hamburger SV             | Bayern Munich            | Klaus Fischer                       | 29           |
| 1976–77   | Borussia Mönchengladbach | Schalke 04               | Eintracht Braunschweig   | Dieter Müller                       | 34           |
| 1977–78   | 1. FC Köln †             | Borussia Mönchengladbach | Hertha BSC               | Dieter Müller, Gerd Müller          | 24           |
| 1978–79   | Hamburger SV             | VfB Stuttgart            | 1. FC Kaiserslautern     | Klaus Allofs                        | 22           |
| 1979–80   | Bayern Munich            | Hamburger SV             | VfB Stuttgart            | Karl-Heinz Rummenigge               | 26           |
| 1980–81   | Bayern Munich            | Hamburger SV             | VfB Stuttgart            | Karl-Heinz Rummenigge               | 29           |
| 1981–82   | Hamburger SV             | 1. FC Köln               | Bayern Munich            | Horst Hrubesch                      | 27           |
| 1982–83   | Hamburger SV             | Werder Bremen            | VfB Stuttgart            | Rudi Völler                         | 23           |
| 1983–84   | VfB Stuttgart            | Hamburger SV             | Borussia Mönchengladbach | Karl-Heinz Rummenigge               | 26           |
| 1984–85   | Bayern Munich            | Werder Bremen            | 1. FC Köln               | Klaus Allofs                        | 26           |
| 1985–86   | Bayern Munich †          | Werder Bremen            | Bayer Uerdingen          | Stefan Kuntz                        | 22           |
| 1986–87   | Bayern Munich            | Hamburger SV             | Borussia Mönchengladbach | Uwe Rahn                            | 24           |
| 1987–88   | Werder Bremen            | Bayern Munich            | 1. FC Köln               | Jürgen Klinsmann                    | 19           |
| 1988–89   | Bayern Munich            | 1. FC Köln               | Werder Bremen            | Thomas Allofs, Roland Wohlfarth     | 17           |
| 1989–90   | Bayern Munich            | 1. FC Köln               | Eintracht Frankfurt      | Jørn Andersen                       | 18           |
| 1990–91   | 1. FC Kaiserslautern     | Bayern Munich            | Werder Bremen            | Roland Wohlfarth                    | 21           |
| 1991–92   | VfB Stuttgart            | Borussia Dortmund        | Eintracht Frankfurt      | Fritz Walter                        | 22           |
| 1992–93   | Werder Bremen            | Bayern Munich            | Eintracht Frankfurt      | Ulf Kirsten, Anthony Yeboah         | 20           |
| 1993–94   | Bayern Munich            | 1. FC Kaiserslautern     | Bayer Leverkusen         | Stefan Kuntz, Anthony Yeboah        | 18           |
| 1994–95   | Borussia Dortmund        | Werder Bremen            | Freiburg                 | Heiko Herrlich, Mario Basler        | 20           |
| 1995–96   | Borussia Dortmund        | Bayern Munich            | Schalke 04               | Fredi Bobic                         | 17           |
| 1996–97   | Bayern Munich            | Bayer Leverkusen         | Borussia Dortmund        | Ulf Kirsten                         | 22           |
| 1997–98   | 1. FC Kaiserslautern     | Bayern Munich            | Bayer Leverkusen         | Ulf Kirsten                         | 22           |
| 1998–99   | Bayern Munich            | Bayer Leverkusen         | Hertha BSC               | Michael Preetz                      | 23           |
| 1999–2000 | Bayern Munich †          | Bayer Leverkusen         | Hamburger SV             | Martin Max                          | 19           |
| 2000–01   | Bayern Munich            | Schalke 04               | Borussia Dortmund        | Sergej Barbarez, Ebbe Sand          | 22           |
| 2001–02   | Borussia Dortmund        | Bayer Leverkusen         | Bayern Munich            | Márcio Amoroso, Martin Max          | 18           |
| 2002–03   | Bayern Munich †          | VfB Stuttgart            | Borussia Dortmund        | Giovane Élber, Thomas Christiansen  | 21           |
| 2003–04   | Werder Bremen †          | Bayern Munich            | Bayer Leverkusen         | Aílton                              | 28           |
| 2004–05   | Bayern Munich †          | Schalke 04               | Werder Bremen            | Marek Mintál                        | 24           |
| 2005–06   | Bayern Munich †          | Werder Bremen            | Hamburger SV             | Miroslav Klose                      | 25           |
| 2006–07   | VfB Stuttgart            | Schalke 04               | Werder Bremen            | Theofanis Gekas                     | 20           |
| 2007–08   | Bayern Munich †          | Werder Bremen            | Schalke 04               | Luca Toni                           | 24           |
| 2008–09   | VfL Wolfsburg            | Bayern Munich            | VfB Stuttgart            | Grafite                             | 28           |
| 2009–10   | Bayern Munich †          | Schalke 04               | Werder Bremen            | Edin Džeko                          | 22           |
| 2010–11   | Borussia Dortmund        | Bayer Leverkusen         | Bayern Munich            | Mario Gómez                         | 28           |
| 2011–12   | Borussia Dortmund †      | Bayern Munich            | Schalke 04               | Klaas-Jan Huntelaar                 | 29           |
| 2012–13   | Bayern Munich *          | Borussia Dortmund        | Bayer Leverkusen         | Stefan Kießling                     | 25           |
| 2013–14   | Bayern Munich †          | Borussia Dortmund        | Schalke 04               | Robert Lewandowski                  | 20           |
| 2014–15   | Bayern Munich            | VfL Wolfsburg            | Borussia Mönchengladbach | Alexander Meier                     | 19           |
| 2015–16   | Bayern Munich †          | Borussia Dortmund        | Bayer Leverkusen         | Robert Lewandowski                  | 30           |
| 2016–17   | Bayern Munich            | RB Leipzig               | Borussia Dortmund        | Pierre-Emerick Aubameyang           | 31           |
| 2017–18   | Bayern Munich            | Schalke 04               | 1899 Hoffenheim          | Robert Lewandowski                  | 29           |
| 2018–19   | Bayern Munich †          | Borussia Dortmund        | RB Leipzig               | Robert Lewandowski                  | 22           |
| 2019–20   | Bayern Munich *          | Borussia Dortmund        | RB Leipzig               | Robert Lewandowski                  | 34           |
| 2020–21   | Bayern Munich            | RB Leipzig               | Borussia Dortmund        | Robert Lewandowski                  | 41           |
| 2021–22   | Bayern Munich            | Borussia Dortmund        | Bayer Leverkusen         | Robert Lewandowski                  | 35           |
| 2022–23   | Bayern Munich (33)       | Borussia Dortmund        | RB Leipzig               | Niclas Füllkrug, Christopher Nkunku | 16           |
| 2023-24   | Bayer Leverkusen (1)     | VfB Stuttgart            | Bayern Munich            | Harry Kane                          | 36           |
| 2024–25   | Bayern Munich (34)       | Bayer Leverkusen         | Eintracht Frankfurt      | Harry Kane                          | 26           |